# Fernando Diniz
Pour les articles homonymes, voir Diniz.
Fernando Diniz, né le 27 mars 1974 à Patos de Minas au Brésil, est un footballeur brésilien qui évolue au poste de milieu central reconverti entraîneur.

## Biographie

### Carrière de joueur
Né à Patos de Minas au Brésil, Fernando Diniz commence sa carrière au CA Juventus. Il est prêté en 1995 au Guarani FC avant de rejoindre en 1996 la SE Palmeiras.
De 1997 à 1998, Fernando Diniz joue pour le SC Corinthians, club avec lequel il est finaliste du Campeonato Paulista en 1998 face au São Paulo FC de Raí.
En janvier 2005, il rejoint le Santos FC.

### Carrière d'entraîneur
Un an seulement après la fin de sa carrière de joueur professionnel, Fernando Diniz commence à 34 ans une carrière d'entraîneur, au Votoraty Futebol Clube (en). Il est nommé en janvier 2009.
Le 5 février 2011, Diniz est nommé entraîneur principal du Botafogo FC. Le jeune entraîneur est rapidement limogé un mois plus tard, le 5 mars, après une série de trois défaites consécutives. Il n'aura dirigé que quatre matchs de Botafogo.
En décembre 2017, Diniz est nommé entraîneur du Guarani FC. Il quitte toutefois le club au bout de quelques jours seulement et rejoint l'Athletico Paranaense en janvier 2018.
Le 19 décembre 2018, Fernando Diniz est nommé entraîneur principal du Fluminense FC en vue de la saison 2019. Il est limogé de son poste d'entraîneur le 19 août 2019, à la suite d'une série de mauvais résultats : quatre défaites sur les cinq derniers matchs.
Un mois après son éviction du Fluminense FC, Diniz retrouve un poste. Il est nommé à la tête du São Paulo FC le 27 septembre 2019. Il est démis de ses fonctions d'entraîneur le 1er février 2021. En mai 2021 il retrouve un poste, signant pour un an avec une année supplémentaire en option, au Santos FC.
Le 30 avril 2022, Fernando Diniz retourne au Fluminense FC. Il reprend le poste d'entraîneur principal après le départ d'Abel Braga,.
Le 4 juillet 2023, Fernando Diniz est nommé sélectionneur par intérim de l'équipe nationale du Brésil. Le contrat est d'une durée d'un an et prenant effet à partir de septembre 2023.
Il mène Fluminense a sa première Copa Libertadores le 4 novembre 2023 face à Boca Juniors.

## Palmarès

### Joueur
| SC Corinthians (1)                          | Fluminense FC (1)                          |
| ------------------------------------------- | ------------------------------------------ |
| - Campeonato Paulista (1) - Champion : 1997 | - Campeonato Carioca (1) - Champion : 2002 |

### Entraîneur
| Votoraty Futebol Clube (en) (2)                                                               | Paulista FC (1)                        | Fluminense FC (3) |
| --------------------------------------------------------------------------------------------- | -------------------------------------- | --- |
| - Campeonato Paulista - Série A3 (1) - Champion : 2023 - Copa Paulista (1) - Vainqueur : 2010 | - Copa Paulista (1) - Vainqueur : 2010 | - Campeonato Carioca (1) - Champion : 2023 - Copa Libertadores (1) - Vainqueur : 2023 - Recopa Sudamericana (1) - Vainqueur : 2024 |